# Boală arterială coronariană
 Boala arterială coronariană  (BAC), cunoscută și sub numele de cardiopatie ischemică (CI), boala ateriosclerotică a inimii, boala ateriosclerotică cardiovasculară, și boala coronariană, reprezintă un grup de boli ce include: angina stabilă, angina instabilă, infarctul miocardic și decesul cardiac subit. Se încadrează din grupul bolilor cardiovasculare, fiind cel mai frecvent tip al acestora.

## Simptome
Un simptom comun este durerea în piept sau disconfortul ce s-ar putea resimți în umăr, braț, spate, gât sau maxilar. Ocazional, poate fi resimțit ca un fenomen de arsuri în capul pieptului. De obicei, simptomele apar în timpul exercițiilor sau stresului emoțional, durează mai puțin de câteva minute, iar persoana se simte mai bine după odihnă. Ar mai putea apărea și dificultăți în respirație, iar uneori nu sunt prezente simptome. Primul semn este, de obicei, un atac de cord. Alte complicații includ insuficiența cardiacă sau  bătăile neregulate ale inimii.

## Cauze și diagnoză
Factorii de risc includ, printre altele: tensiune arterială crescută, fumatul, diabetul, lipsa de exercițiu, obezitatea, colesterolul ridicat, dieta precară și alcoolul în exces.  Alte riscuri includ depresia. Mecanismul de bază implică arterioscleroza a arterelor inimii. Un număr de teste ar putea ajuta diagnosticarea, printre altele, aflându-se: electrocardiograma, testarea stresului cardiac, și angiograma coronariană.

## Prevenire și tratament
Prevenția se face printr-o dietă sănătoasă, exerciții regulate, menținerea unei greutăți sănătoase și lipsa fumatului. Uneori sunt utilizate, de asemenea, medicamente pentru diabet, nivel ridicat al colesterolului și tensiune arterială crescută. Există dovezi puține pentru screening-ul persoanelor cu un risc scăzut sau care nu prezintă simptome. Tratamentul implică aceleași măsuri ca și prevenția. Ar putea fi recomandate medicamente suplimentare, precum aspirina, beta-blocantele sau nitroglicerina. Procedurile precum intervenția coronariana percutanată (ICP) sau intervenția chirurgicală pentru bypass coronarian (ICBC) ar putea fi utilizate în cazuri severe. La persoanele cu BAC stabil este neclar dacă ICP sau ICBC îmbunătățesc speranța de viață față de alte tratamente sau scad riscul unui atac de cord.

## Epidemiologie
În anul 2013, BAC a înglobat cea mai comună cauză de deces la nivel global, ducând la 8,14 milioane de decese (16,8%) față de 5,74 milioane de decese (12%) în 1990. Riscul de deces din cauza BAC la o anumită vârstă a scăzut între anii 1980 și 2010, în special în țările dezvoltate. De asemenea, riscul de deces din cauza BAC pentru o anumită vârstă a scăzut și între 1990 și 2010. În Statele Unite ale Americii, în 2010, aproximativ 20% dintre persoanele de peste 65 de ani au suferit de BAC, 7% între vârstă de 45 și 64 de ani, și 1,3% între 18 și 45 de ani. Ratele sunt mai ridicate în rândul bărbaților dintr-o anumită categorie de vârstă.